# Hessett
Hessett is een civil parish in het bestuurlijke gebied Mid Suffolk, in het Engelse graafschap Suffolk met 464 inwoners.